# Kovurpalle
Kovurpalle là một thị trấn thống kê (census town) của quận Nellore thuộc bang Andhra Pradesh, Ấn Độ.

## Nhân khẩu
Theo điều tra dân số năm 2001 của Ấn Độ, Kovurpalle có dân số 8534 người. Phái nam chiếm 49% tổng số dân và phái nữ chiếm 51%. Kovurpalle có tỷ lệ 76% biết đọc biết viết, cao hơn tỷ lệ trung bình toàn quốc là 59,5%: tỷ lệ cho phái nam là 82%, và tỷ lệ cho phái nữ là 70%. Tại Kovurpalle, 9% dân số nhỏ hơn 6 tuổi.